# NGC 7261
NGC 7261 في الفهرس العام الجديد، هي مجرة، تقع في كوكبة الملتهب. اكتشفت في 5 أكتوبر 1829 بواسطة جون هيرشل.

## روابط خارجية
- NGC 7261 على موقع ويكي سكاي: DSS2, SDSS, GALEX, IRAS, Hydrogen α, X-Ray, Astrophoto, Sky Map, Articles and images